# Esker

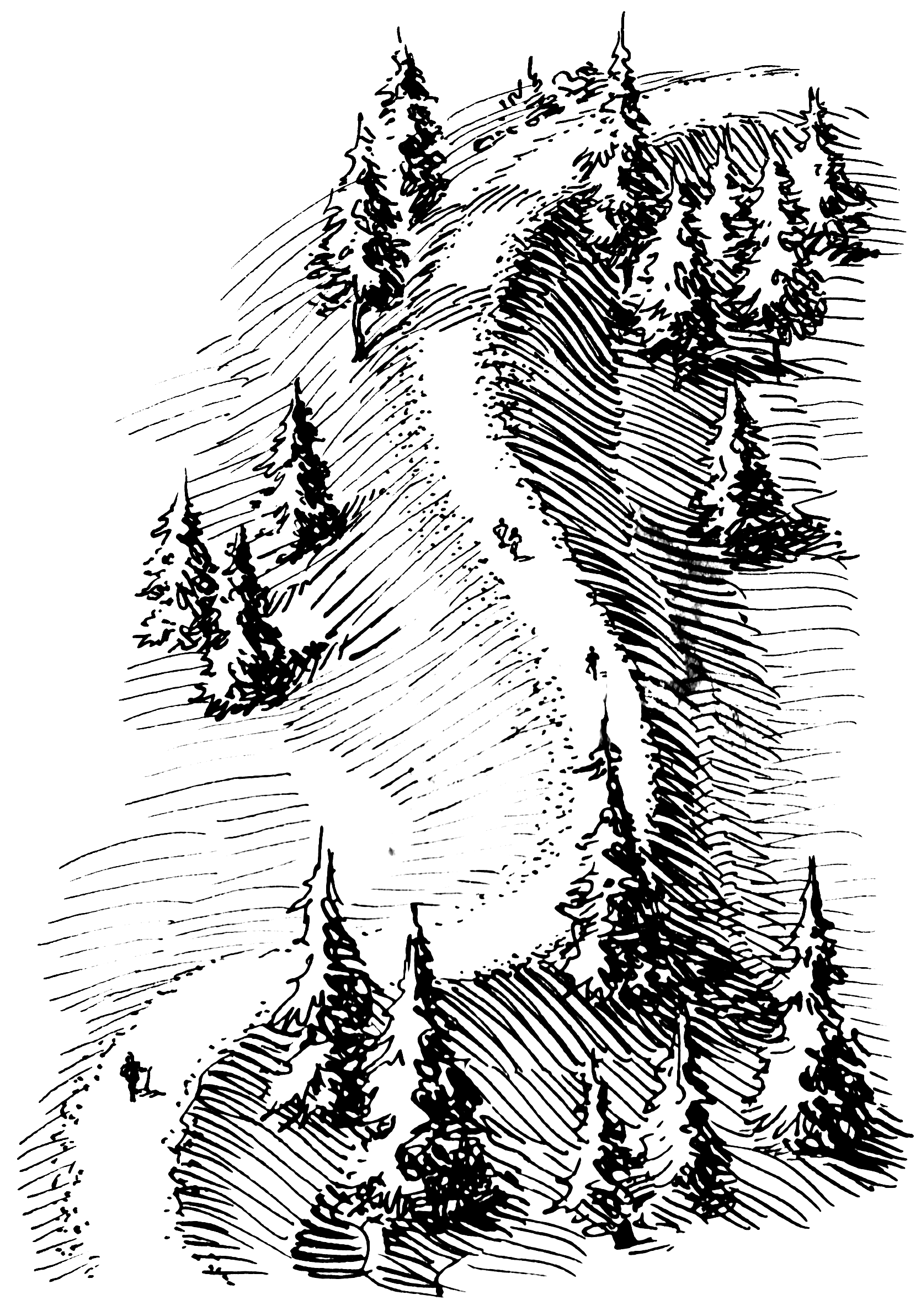
Esker

Esker je geomorfologická forma vzniklá činností ledovce. Vzniká ukládáním sedimentů podledovcových řek při jejich ústí nebo výplní podledovcových tunelů. Eskery mají tvar vlnících se úzkých hřbetů, připomínajících železniční násep.